# Louis Marin
Louis Marin (La Tronche, 22 de maio de 1931 — Paris, 29 de outubro de 1992) foi um filósofo, historiador, semiólogo e crítico de arte francês. 

## Principais obras
- Utopiques : jeux d'espaces (1973)
- La Critique du discours : études sur la Logique de Port-Royal et les Pensées de Pascal  (1975)
- Détruire la peinture (1977)
- Le Portrait du roi (1981)
- La Parole mangée et autres essais théologico-politiques (1986)

## Títulos publicados em português
- Semiótica Narrativa dos Textos Bíblicos, com Claude Chabrol. Tradução de Katia Hakim Chalita. Rio de Janeiro, RJ: Forense-Universitária, 1980. 133 p., 21 cm.
- Sublime Poussin. Tradução de Mary Amazonas Leite de Barros. São Paulo, SP: Edusp, 2001. 209 p., il. (Clássicos, 21). ISBN 8531405327 (broch.).